# Ржановка (Башкортостан)
Ржановка (баш. Ржановка) — деревня в Миякинском районе Башкортостана, входит в состав Сатыевского сельсовета. 

## Население
| 2010 |
| ---- |
| 0    |

## Географическое положение
Расстояние до:
- районного центра (Киргиз-Мияки): 11 км,
- центра сельсовета (Сатыево): 9 км,
- ближайшей ж/д станции (Аксёново): 63 км.

## Известные уроженцы
- Поздняков, Александр Васильевич (род. 5 августа 1937) — российский учёный-геоморфолог, доктор географических наук[3].